# 4859 Фракной
4859 Фракной (4859 Fraknoi) — астероїд головного поясу, відкритий 7 жовтня 1986 року.
Тіссеранів параметр щодо Юпітера — 3,591.